# Konkan (Division)
Konkan (Marathi कोकण विभाग) ist eine Division im indischen Bundesstaat Maharashtra. Sie umfasst die Region Konkan und damit die gesamte Küste Maharashtras.

## Geschichte
Vor 1961 gehörte die Division zum Bundesstaat Bombay, danach wurde er in Gujarat und Maharashtra aufgeteilt. 1981 wurde der Distrikt Sindhudurg aus dem Südteil des Distrikts Ratnagiri gebildet.

## Distrikte
Die Division  gliedert sich in  Distrikte:
| Distrikt        | Hauptstadt | Fläche in km² | Einwohner (Stand: 2001) | Bev.-Dichte in E/km² |
| --------------- | ---------- | ------------- | ----------------------- | -------------------- |
| Mumbai City     | -          | 68            | 3.314.416               | 48.741               |
| Mumbai Suburban | Bandra     | 369           | 8.587.561               | 23.273               |
| Raigad          | Alibag     | 7.148         | 2.207.929               | 309                  |
| Ratnagiri       | Ratnagiri  | 8.208         | 1.696.777               | 207                  |
| Sindhudurg      | Oros       | 5.207         | 868.825                 | 167                  |
| Thane           | Thane      | 9.558         | 8.131.849               | 851                  |